# جورجيا تورنر
جورجيا تورنر (بالإنجليزية: Georgia Turner)‏ هي مغنية أمريكية، ولدت في 1921، وتوفيت في 1969.

## وصلات خارجية
- جورجيا تورنر على موقع ميوزك برينز (الإنجليزية)
- جورجيا تورنر على موقع ديسكوغز (الإنجليزية)